# Ngina Kenyatta
Ngina Kenyatta (née Muhoho le 24 juin 1933), populairement connue sous le nom de Mama Ngina, est l'ancienne première dame du Kenya. Elle est la veuve du premier président du pays, Jomo Kenyatta (1894-1978), mère de l'ancien président Uhuru Kenyatta.

## Biographie
Mama Ngina est née Ngina Muhoho du chef Muhoho wa Gathecha et d'Anne Nyokabi Muhoho à Ngenda, district de Kiambu, province du Centre en 1933,,. Elle a épousé Jomo Kenyatta en tant que quatrième épouse en 1951, une union caractérisée comme un « cadeau » à Kenyatta de son groupe ethnique, les Kikuyu. Elle devient la « mère de la nation », Mama Ngina Kenyatta, la première dame indépendante du Kenya lorsque Kenyatta est devenu président en 1963. Elle l'accompagnait souvent en public. Quelques rues à Nairobi et Mombasa, aussi bien qu'une Maison d'Enfants, portent son nom. En 1965, elle devient patronne du Kenyan Guiding.
Dans les années 1970, elle et d'autres hauts fonctionnaires du gouvernement auraient été impliqués dans un réseau de contrebande d'ivoire qui transportait des défenses hors du pays dans l'avion de ligne privé de l'État,,. Une édition de mai 1975 du New Scientist la citait comme l'une des "reines de l'ivoire" du Kenya, mais affirmait également qu'ils ne pouvaient pas être complètement certains que ces affirmations étaient vraies. Cependant, le New Scientist a affirmé qu'il existait désormais une preuve documentaire qu'au moins un membre de la famille royale du Kenya avait expédié plus de six tonnes d'ivoire vers la Chine rouge.
Mama Ngina est devenue catholique romaine  et était connue pour assister à la messe tous les dimanches dans la mission catholique avec certains de leurs enfants. Elle est par ailleurs devenue l'une des personnes les plus riches du Kenya, possédant des plantations, des ranchs et des hôtels. Elle est actuellement la dirigeante de facto du Kenya, autrement connu sous le nom de « deep state ».
En octobre 2021, les Pandora Papers révélaient qu'elle avait légué une partie de sa fortune en 2017. Elle et son fils Uhuru ont été démasqués en tant que Client 13173 par les Pandora Papers[réf. nécessaire]. Selon l'exposé, leur famille a créé une « fondation » au Panama. Ils auraient pillé les dons de milliards de contribuables et se sont désignés comme bénéficiaires du « travail caritatif » effectué afin d'échapper au paiement des impôts et de masquer leur identité.

## Vie privée
Jomo Kenyatta a épousé quatre femmes, Wahu Kenyatta, Edna Clarke, Grace Wanjiku et Ngina Kenyatta. Avec Wahu, Kenyatta avait Peter Muigai Kenyatta (1920-1979) et Margaret Rose Wambui (1928-2017). Le seul enfant d'Edna était Peter Magan Kenyatta. Grace est décédée en donnant naissance à son unique enfant, Jane "Jeni" Gecaga (1950–).
Les enfants de Ngina incluent Kristina Wambui Pratt (1952-), Uhuru Kenyatta, Anna Nyokabi Muthama et Muhoho Kenyatta . Uhuru Kenyatta s'est présenté sans succès à la présidence en tant que successeur préféré du président Moi en 2002 et est aujourd'hui le quatrième président du Kenya. Muhoho Kenyatta dirige la vaste entreprise familiale, mais vit hors des feux de la rampe. Pendant l'exil de Jomo Kenyatta à Lodwar et Maralal, Ngina est restée avec lui, tout comme leurs filles, Jane et Wamboi. Mama Ngina est la belle-mère des trois autres enfants de Kenyatta, deux de sa première femme et un de la seconde.
George Muhoho, aumônier catholique romain à l'⁣Université de Nairobi, est l'un de ses frères.